# Maurice Maidenberg
Maurice François Maidenberg dit Maurice Maidenberg (dit dans la Résistance François Fauron), né le 23 février 1925 à Paris et mort le 17 mai 1977 à Boulogne-Billancourt, est un résistant juif français qui organise l'un des premiers passages d'enfants de France vers la Suisse réalisés par des membres de l'Organisation Juive de Combat (OJC).

## Biographie
Maurice Maidenberg est né le 23 février 1925.

### Le Mouvement de la jeunesse sioniste (MJS)
En mai 1942, le Mouvement de jeunesse sioniste (MJS), est créé par Simon Levitte et Dika Jefroykin. Simon Levitte et le MJS participent à la Résistance. Il organise à Moissac un stage de formation des cadres, pour assurer la protection des Juifs. Il crée un service de faux-papiers, qu'il confie à Otto Giniewski dit Toto Giniewski (le frère de Paul Giniewski), qui le dirigera à Grenoble (Isère).
Le MJS, mouvement de résistance sioniste, a pour but de "défendre la population juive et, plus particulièrement, les enfants, cibles les plus fragiles des persécutions des autorités allemandes de l’Occupation mais aussi de l’État français".  
Roland Epstein, Maurice Maidenberg et sa future épouse Sacha Racine, sœur benjamine d'Emmanuel et Mila, ainsi que Rolande Birgy participent au MJS,.

### Passages vers la Suisse
Maurice Maidenberg organise l'un des premiers passages d'enfants de France vers la Suisse réalisés par des membres de l'Organisation Juive de Combat (OJC).